# Stripped (Depeche Mode)
"Stripped" är en låt av den brittiska gruppen Depeche Mode. Det är gruppens trettonde singel och den första från albumet Black Celebration. Singeln släpptes den 10 februari 1986 och nådde som bäst 15:e plats på den brittiska singellistan.
Låten "But Not Tonight" släpptes som promosingel av bandets amerikanska bolag Sire Records och användes i filmen Modern Girls (1986) med bland andra Cynthia Gibb, Virginia Madsen och Daphne Zuniga.

## Utgåvor och låtförteckning
Samtliga sånger är komponerade av Martin Gore, förutom "Black Day" av Martin Gore, Alan Wilder, Daniel Miller.

### 7": Mute / 7Bong10 (UK)
1. "Stripped" – 3:47
2. "But Not Tonight" – 4:15

### 12": Mute / 12Bong10 (UK)
1. "Stripped (Highland Mix)" – 6:40
2. "But Not Tonight (Extended Remix)" – 5:11
3. "Breathing in Fumes" – 6:04
4. "Fly on the Windscreen (Quiet Mix)" – 4:23
5. "Black Day" – 2:34

### CD: Mute / CDBong10 (UK)
1. "Stripped" – 3:53
2. "But Not Tonight" – 4:17
3. "Stripped (Highland Mix)" – 6:42
4. "But Not Tonight (Extended Remix)" – 5:14
5. "Breathing in Fumes" – 6:06
6. "Fly on the Windscreen (Quiet Mix)" – 4:25
7. "Black Day" – 2:37

### 7": Sire / 7-28564 (US)
1. "But Not Tonight" [*] – 3:54
2. "Stripped " – 3:59

### 12": Sire / 0-20578 (US)
1. "But Not Tonight (Extended Mix)" – 6:17
2. "Breathing in Fumes" – 6:04
3. "Stripped (Highland Mix)" – 6:41
4. "Black Day" – 2:35

### CD: Intercord / INT 826.835 (Germany)
1. "Stripped (Highland Mix)" – 6:40
2. "But Not Tonight (Extended Remix)" – 5:11
3. "Breathing in Fumes" – 6:04
4. "Fly on the Windscreen (Quiet Mix)" – 4:23
5. "Black Day" – 2:34